# Tokmanni
Tokmanni Group Oyj est une société basée en Finlande, dont l'activité principale est la vente au détail.

## Présentation

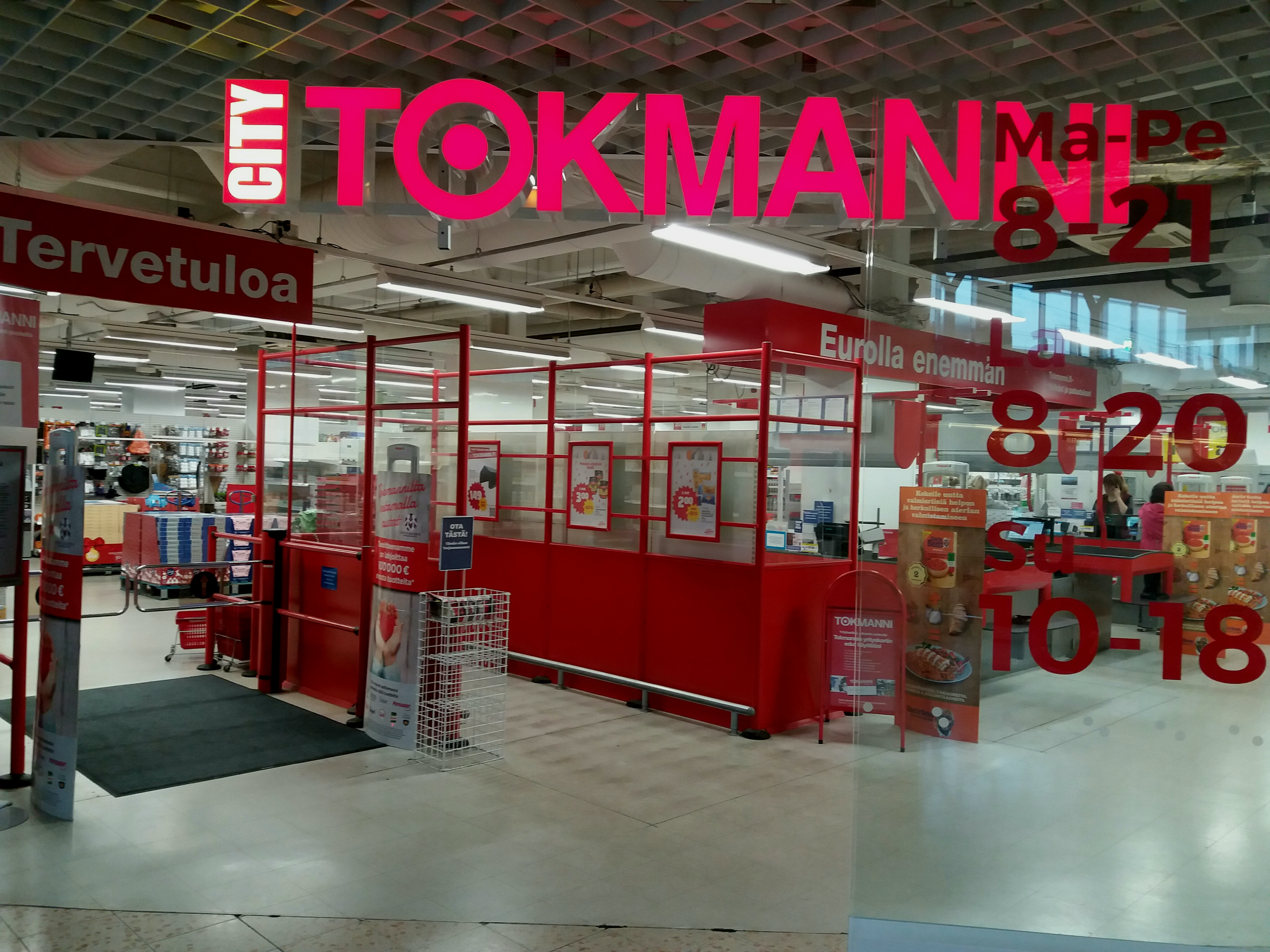
Tokmanni du centre commercial d'Arabianranta.

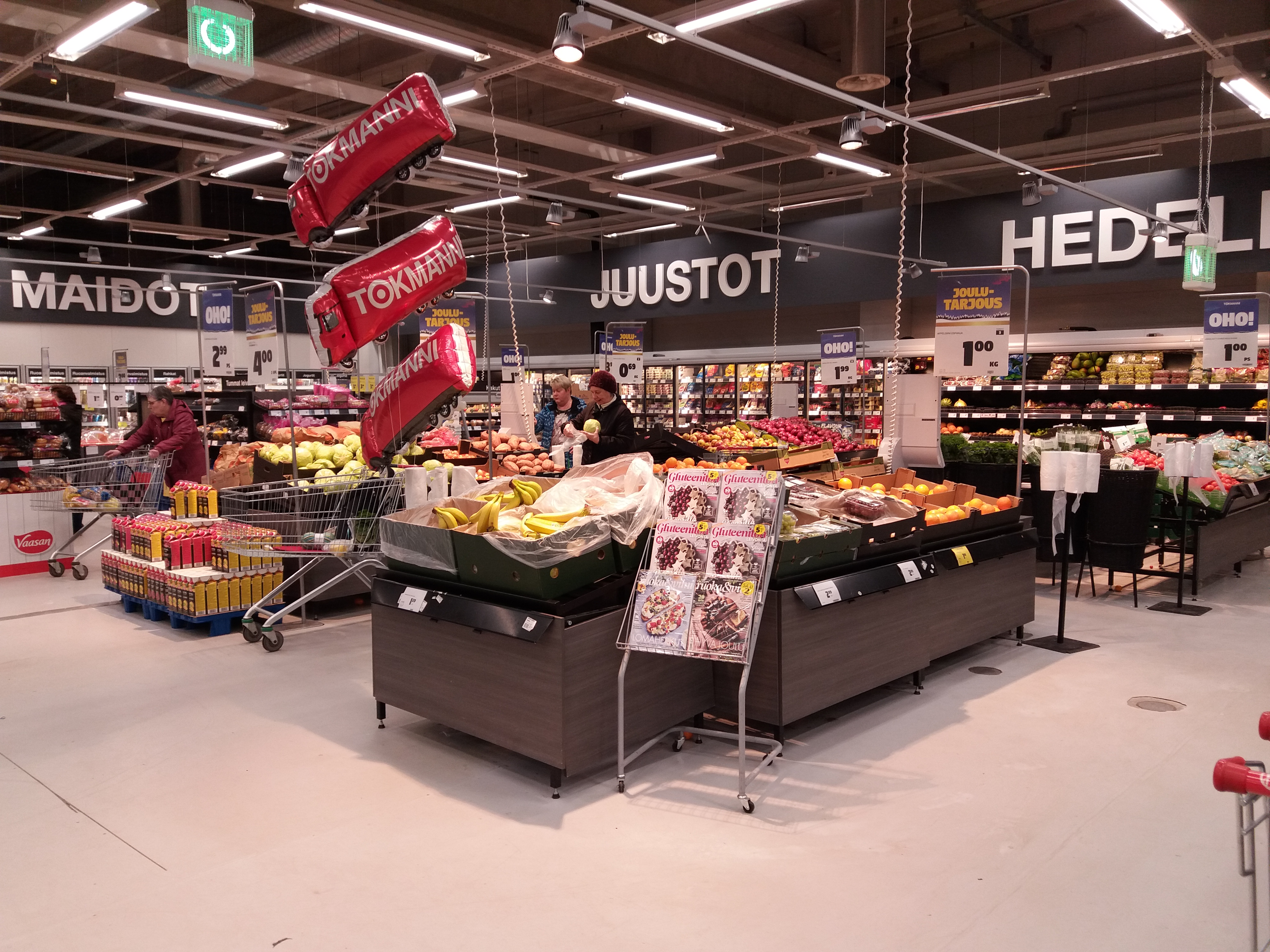
Tokmanni a Järvenpää.

Tokmanni est la seule chaîne nationale de grands magasins maxidiscompte en Finlande et comptait environ 200 magasins à travers le pays fin 2018.

## Histoire
Le groupe Tokmanni est fondé en 1989 à Joensuu par les frères Kyösti et Kari Kakkonen sous le nom d'Okman Oy, qui changera son nom en Tokmanni en 1991.

### Les origines
En 1974, Juha et Paula Manninen établissent Vapaa Valinta à Pirkkala, c'est la plus ancienne chaîne de magasins de vente au détail à prix réduits ayant rejoint Tokmanni.
En 1978, Pirkko et Hannu Vuokila fondent la chaîne Säästökuoppa à Oulu.
En 1979, Seppo et Paavo Saastamoinen ouvrent leur premier magasin Maxi-Makasiini à Kajaani.
Dans les années 1980, les magasins discount apparaissent rapidement dans toute la Finlande.
En 1980, Arja et Kari Hautanen créent Tarjoustalo à Hyvinkää, Timo et Tapio Halme ont ouvert Säästöpörssi à Karjaa en 1985, tandis que Seppo et Jukka Saastamoinen ont fondent Robinhood à Kouvola en 1988.
Okman Oy, qui deviendra plus tard Tokmanni, a été fondée par Kyösti et Kari Kakkonen a Joensuu en 1989.
La crise économique du début des années 1990 en Finlande (fi) a mis en difficulté le secteur du commerce de détail et de nombreuses chaînes de magasins finlandaises ont fait faillite.
Cependant la chaîne de magasins à bas prix s'est fortement développée dans l'est de la Finlande et la décision a été prise au début des années 2000 de créer une chaîne nationale,.

### Désaccord sur le nom
En 1995, à la suite d'un article de journal concernant la chaîne de magasins, Stockmann contacte la société par lettre demandant à Tokmanni de renoncer à son nom.
En novembre 1997, un avocat représentant Stockmann envoie aux frères Kakkonen une nouvelle lettre accusant la société d'avoir enfreint la loi en utilisant le nom commercial de Stockmann, exigeant que la société soit radiée du registre du commerce sous le nom commercial Tokmanni et cesse également d'utiliser le nom commercial Tokmanni.
Stockmann avait également remarqué que la société utilisait le titre "$Tokmanni" dans des publicités locales.
Dans sa réponse, la société a promis de ne plus utiliser $Tokmanni dans ses publicités, mais a refusé de renoncer au nom de Tokmanni.
Selon les frères Kakkonen, le nom Tokmanni se démarque clairement de Stockmann en suédois: tok (en français : dingue) et man (en français : homme), évoquant selon eux des prix follement bon marché.
Finalement, le tribunal de district (fi) et la cour d'appel ont exigé que le nom $Tokmanni soit abandonné, mais les autres demandes de Stockmann ont été rejetées. Dans son arrêt, la Cour d'appel a déclaré que Stockmann avait, sans justification, retardé l'introduction de l'action en bourse par l'envoi de la première lettre.

### Les investisseurs
En octobre 2004, la structure de propriété de Tokmanni change lorsque le fonds de capital-investissement CapMan en devient le propriétaire majoritaire avec une participation de 51%.
Sous la direction de CapMan, Tokmanni a commencé à croître fortement grâce à ses acquisitions externes et à devenir progressivement un groupe national.
À l'époque de CapMan, Tokmanni a acquis une chaîne Vapaa Valinta de 35 magasins.
En janvier 2006, la société est devenue le leader du marché des magasins à bas prix en Finlande après l'acquisition de la totalité du capital social de Tarjousmaxi Oy (Tarjoustalot, Maxi-Makasiinit et Maxi-Kodintukut) et des activités commerciale de Robinhood.
Tokmanni a poursuivi ses acquisitions en acquérant en juin 2006 l'entreprise Miller de Kylmäkoski et en novembre 2006, la chaîne Säästökuoppa de quatre magasins dans la région d'Oulu.
En novembre 2007, Tokmanni acquiert la chaîne Säästöpörssi de 12 magasins dans le sud de la Finlande,.
En mars 2009, Kyösti Kakkonen, directeur de l'entreprise depuis sa création, démissionne de son poste de PDG.
Kyösti Kakkonen évoque des raisons personnelles à son départ. Heikki Väänänen a été nommé nouveau PDG de Tokmanni, il avait auparavant été directeur de la division des grands magasins Stockmann et vice-président du groupe Stockmann.
En mai 2012, Tokmanni deveient une filiale à part entière de la société suédoise de capital-investissement Nordic Capital (fi). Le fonds CapMan a vendu sa participation de 52% et Kyösti Kakkonen et Seppo Saastamoinen ont chacun vendu leur participation de 22%. À la suite de la transaction, Kyösti Kakkonen a renoncé à tous ses avoirs de Tokmanni.
En 2014, les chaînes de magasins Vapaa Valinta et Maxi-Makasiini décident d'appeler Tokmanni tous leurs magasins.
En 2015, Tarjoustalo et Robinhood décident aussi de renommer leurs magasins Tokmanni.
Au début 2015, la boutique de commerce en ligne opérant sous le nom de TokNet depuis 2012 prend aussi le nom de Tokmanni.
En 2025, Tokmanni Oy a conclu un accord avec Spar International. La licence pour exploiter la marque Spar exclusivement en Finlande a été accordée à Tokmanni, un détaillant discount de variétés bien établi qui bénéficiera de l'envergure et du savoir-faire de Spar International, notamment dans le domaine de la vente au détail de produits alimentaires. Tokmanni se concentrera sur le perfectionnement du concept Spar pour l'adapter au marché finlandais et offrir aux clients un large assortiment de produits Spar.,

### L'entrée en bourse
À l'été 2015, il se dit que Nordic Capital aurait l'intention de quitter Tokmanni et l'inscription de la société à la bourse d'Helsinki est alors considérée comme une option.
L'introduction en bourse de Tokmanni aura lieu entre le 18 et le 26 avril 2016.
Lors de son introduction en bourse d'Helsinki, la société a levé environ 96 millions d'eurosdes actifs bruts.
En septembre 2017, Nordic Capital revend les 15% d'actions qui lui restaient.
L'objectif de Tokmanni était d'étendre son réseau à 200 magasins. En octobre 2018, la société annonce qu'elle a acquis Ale-Makasiini, qui opère sur neuf sites, et en décembre, Tokmanni annonce avoir acquis quatre magasins en Laponie, dont Säästökuopa à Sodankylä, Centtilä à Keminmaa et TEX à Rovaniemi et Kemijärvi.
À la suite de ces transactions, Tokmanni possède 190 magasins en Finlande.

## Actionnaires
Au 30 septembre 2019, les cinq principaux actionnaires de Tokmanni sont:
| #  | Actionnaire               | Nombre d'actions | Part    |
| -- | ------------------------- | ---------------- | ------- |
| 1. | Takoa Invest              | 10 544 688       | 17,91 % |
| 2. | Elo                       | 5 050 000        | 8,58 %  |
| 3. | Varma                     | 3 150 526        | 5,35 %  |
| 4. | Ilmarinen                 | 2 074 000        | 3,52 %  |
| 5. | OP-Suomi -sijoitusrahasto | 1 343 910        | 2,28 %  |

## Activités

### Offre commerciale
Selon son rapport annuel 2018, Tokmanni cherche toujours à étendre son réseau de magasins. Tokmanni a divisé son groupe de produits en six divisions différentes: alimentation, nettoyage domestique et soins personnels, vêtements, outils et électricité, maison, décoration et jardinage, et loisirs et appareils ménagers.
La gamme de produits de l'entreprise se compose de marques internationales et nationales, ses propres marques maison (Iisi et Priima) et des produits sans marque.
Tokmanni a une centrale d'achat commune à Shanghai avec Europris (no), un détaillant norvégien à bas prix.
En plus des biens de consommation, les magasins Tokmanni vendent généralement aussi des aliments secs, mais 15 magasins vendent également des aliments frais.
Les marques propres de la chaîne comprennent les produits d'épicerie Iisi et les aliments Priima.

### Responsabilité sociétale
Selon la publication de Finnwatch (fi) en 2015, Tokmanni n'a pas évalué correctement les droits de l'homme de ses fournisseurs.
Selon son étude, Great Oriental Food Products en Thaïlande versait aux travailleurs migrants des salaires illégalement bas et ceux-ci n'avait ni visa ni permis de travail.
Autre exemple en Thaïlande, selon le syndicat du secteur des services PAM (fi), les employés de Zenith Infant Product, une usine de produits de puériculture, ont dû payer des frais de recrutement et divers frais pour le renouvellement de leur passeport et visa, ce qui a entraîné l'endettement de nombreux employés.
Le PDG de Tokmanni, Heikki Väänänen, a reconnu les conclusions de Finnwatch. Il a également déclaré que les produits des usines problématiques ont été achetés auprès de fournisseurs européens et ne sont plus achetés.